# Somló
A Somló (németül: Schomlau, régebben gyakran Somlyó névalakban is) Ajkától tizenöt kilométerre nyugatra, a Marcal-medence keleti szélén található 431 méter magas vulkáni tanúhegy.

## Keletkezése
A Somló a földtörténeti múlt harmadidőszakának közepén született. A mai Magyarország területét ebben az időben még tenger borította. Ez a tenger elvesztette összefüggését az óceánnal, és 5–10 millió évvel ezelőtt, a pliocén korban folyamatosan beltengerré vált. Ez az óriási tó a Turáni-tó, a mai Magyarország területén elhelyezkedő öble pedig Pannon-tenger néven ismert.
A Pannon-tenger vize eleinte sós volt, de idővel a környező szárazföldek folyóinak vize édesvizűvé változtatta. A nagy tó állatvilága igen gazdag volt. Benne élt a kecskekörömkagyló (Congeria ungula-caprae), valamint egy hozzá hasonló, de jóval kisebb kagylófaj, a vándorkagyló (Dreissena). A Somló keleti lábánál, Ferencmajor közelében, az úgynevezett Födigödörben épen megmaradt kagylóhéjakat is lehet találni.
A pliocén korban a Pannon-tengerbe ömlő folyók lassan feltöltötték a területet. A tó kiszáradását követően – a harmadidőszak végén – a föld mélyében levő bazalttömegek egyes helyeken a felszínre kerültek.
Ez a vulkáni aktivitás hozta létre a Badacsony, Szent György-hegy, Csobánc, Gulács, Tóti-hegy, Haláp hegyeket is. A kitörések alkalmával, a kráternyílás kialakulásakor először lávadarabkák és vulkáni hamu szóródott ki. Ez a vulkáni törmelék a kráter környékére visszahullott, s rétegeződve kőzetté alakult, ez a vulkáni tufa, amit a Somló esetében „bazalttufának” nevezünk. A vulkáni működés következő szakasza a lávafolyás volt. A kráteren keresztül kiömlött, majd megmerevedett lávatömegekből épült fel maga a Somló.
Jellegzetes bazalt vulkanikus tanúhegy, lepusztulását elősegítette a szél: a Pannon-tenger megszáradt üledékét felkapva hatalmas felhőkben szállította dél felé, egyre jobban letarolva az eredeti felszínt, de a megkeményedett lávával, bazalttal nem bírt. A területen keresztülrohanó csapadékvíz, a patakok, folyók vize is rombolta a felszínt egyre jobban mélyülő medrével. A térszín lassan süllyedt, s így a Somló bazaltkúpja egyre jobban kiemelkedett

## Élővilága
Melegkedvelő tölgyesek és gyertyános-tölgyesek alkotják, gazdag aljnövényzettel, sajmeggyel vegyítve.
- Növényfajok: borostyán, ujjas keltike, csillagvirág, leánykökörcsin, selymes peremizs, olasz harangvirág, hegyi ternye.

Az északi oldalakat bükkösök, bükkelegyes erdők borítják, fehér sással, ligeti perjével és medvehagymával.
- Állatfajok:

A hegyen több gyíkfaj is megtalálható: a törékeny, a fürge, a zöld, a fali gyík, valamint az erdei sikló. Fészkel itt holló és egerészölyv is.

## Nevezetességei
- Somlói vár
- Szent Margit-kápolna
- Szent Márton-kápolna
- Szent Ilona-kápolna
- 18. századi taposókút
- Kinizsi-szikla
- Szent István-emlékmű[1]

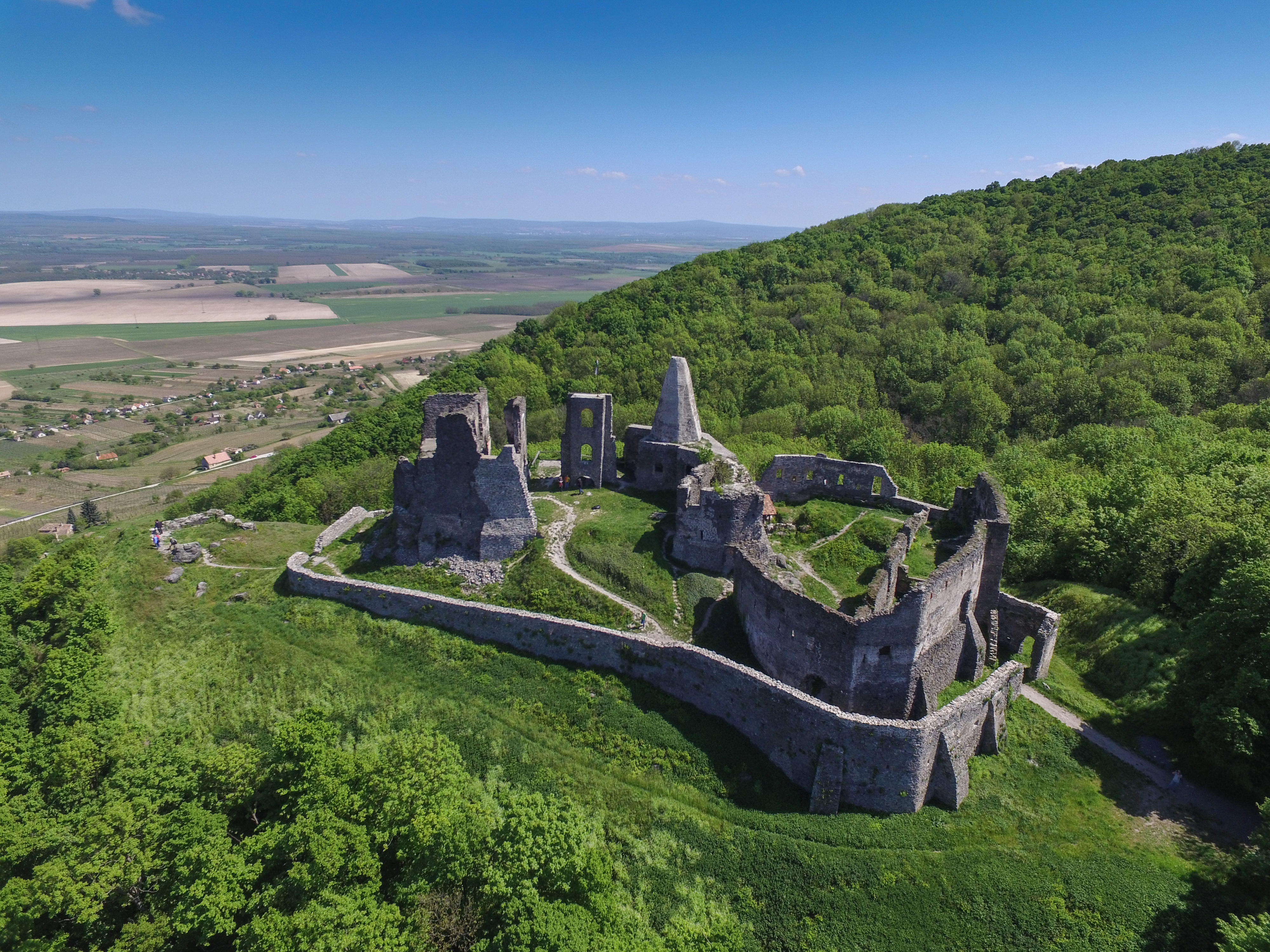
A somlói vár

Antall József miniszterelnök a Somló csúcsán jelentette be a szovjet megszállás megszűnését, Magyarország visszanyert szuverenitását, amely 1991. június 30-án állt helyre.

## Vízrajza
A hegyen két forrás fakad, egyik a Szent Márton tiszteletére felszentelt kápolna közelében található Szent Márton-forrás.
A nyugati oldalon a Szent Ilona-kápolna közelében a Séd-forrás fakad.

## Elnevezése
Nevét egyes források szerint onnan kapta, hogy egykor szinte teljes egészében som fedte, más értelmezésben a mállékony, omló, somló talajszerkezet adta a hegy nevét. Elnevezésében rokona többek között Szársomlyó, Vértessomló, Szilágysomlyó. Régebben a hegy nevéből képzett melléknév helyes alakja somlai volt, manapság már a somlói alak terjedt el.

## Somlói borvidék
Magyarország legkisebb borvidéke, ahol jelenleg 600 hektár telepített szőlő terem. A somlói bor hírneve egykor a tokajiéval vetekedett, elsősorban annak köszönhetően, hogy a tüzes, savakban gazdag és testes somlói borok jól tűrték a szállítást.
A somlói bor Magyarország határain túl napjainkban gyakorlatilag ismeretlen, viszont a hazai borfogyasztók körében töretlenül előkelő helyen tartják számon.
A somlói bor kizárólag fehér szőlőből készül. A borvidéken legelterjedtebb fajták az olaszrizling, juhfark, furmint, hárslevelű és tramini. A legújabb trendek szerint kísérleti jelleggel vörös shiraz telepítésével is próbálkoznak a borvidéken.

## Galéria

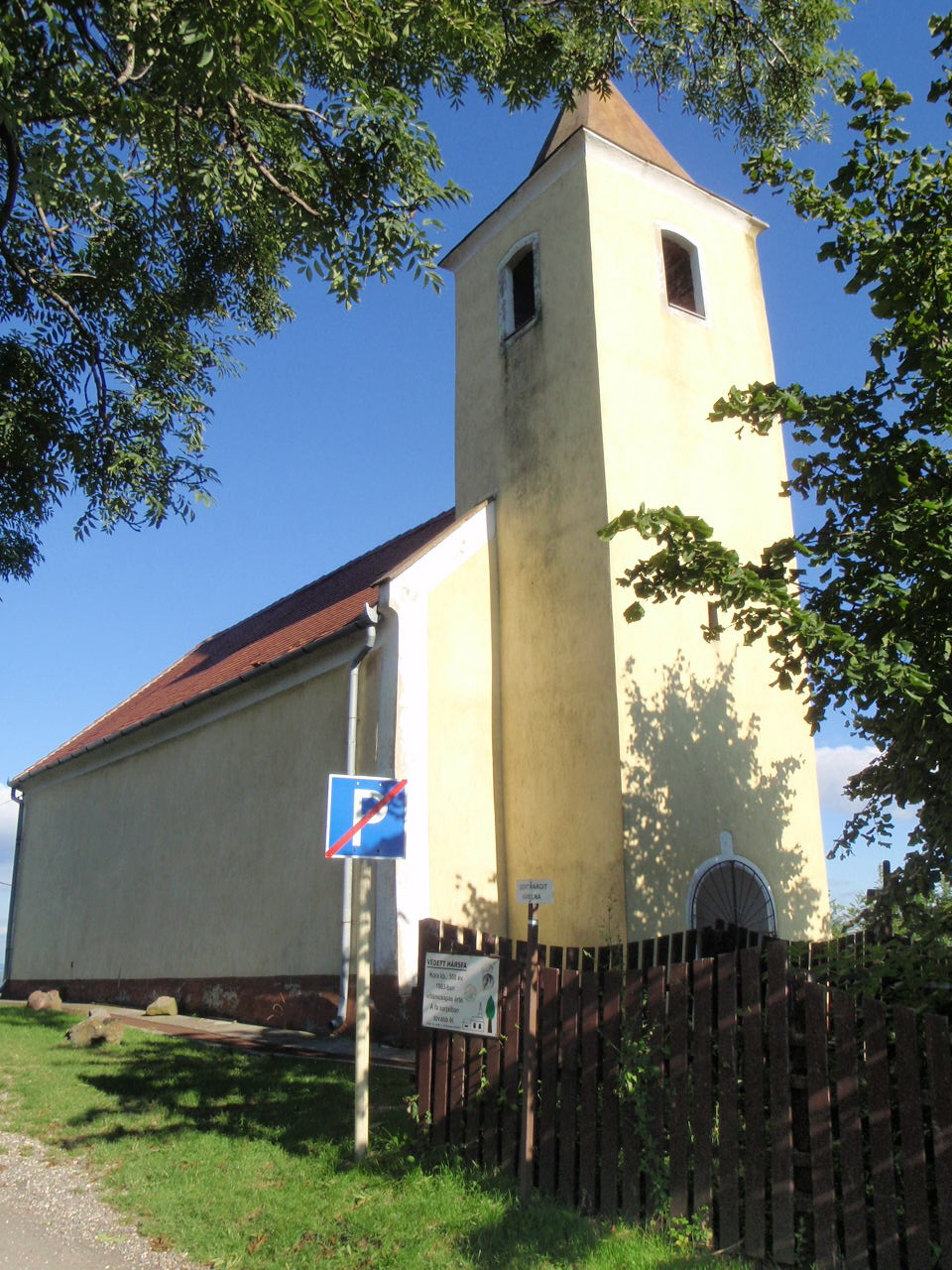
Szent Margit-kápolna
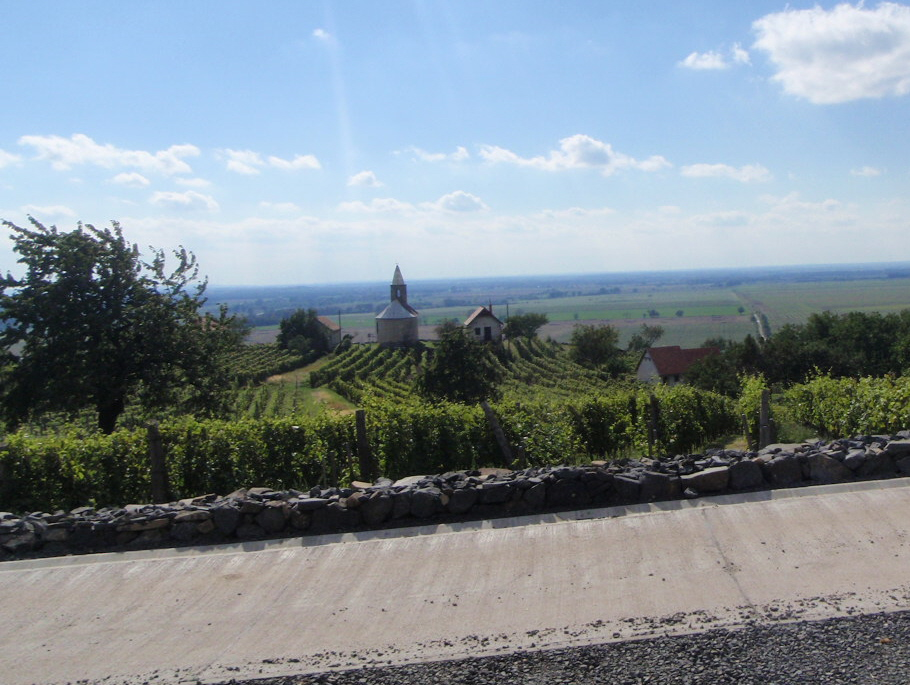
Szent Ilona-kápolna
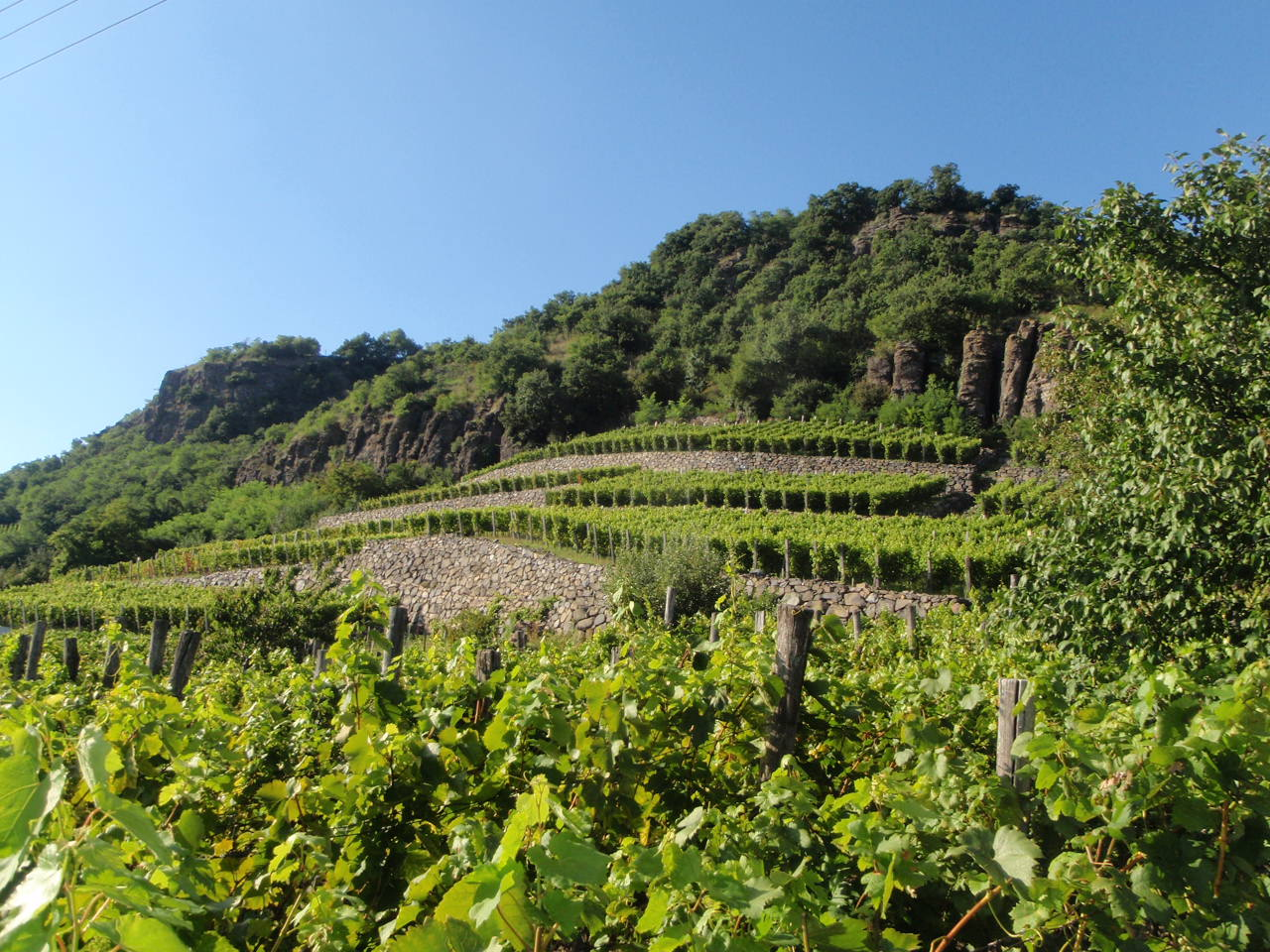
Szőlőültetvény az újjáépített támfalrendszerrel
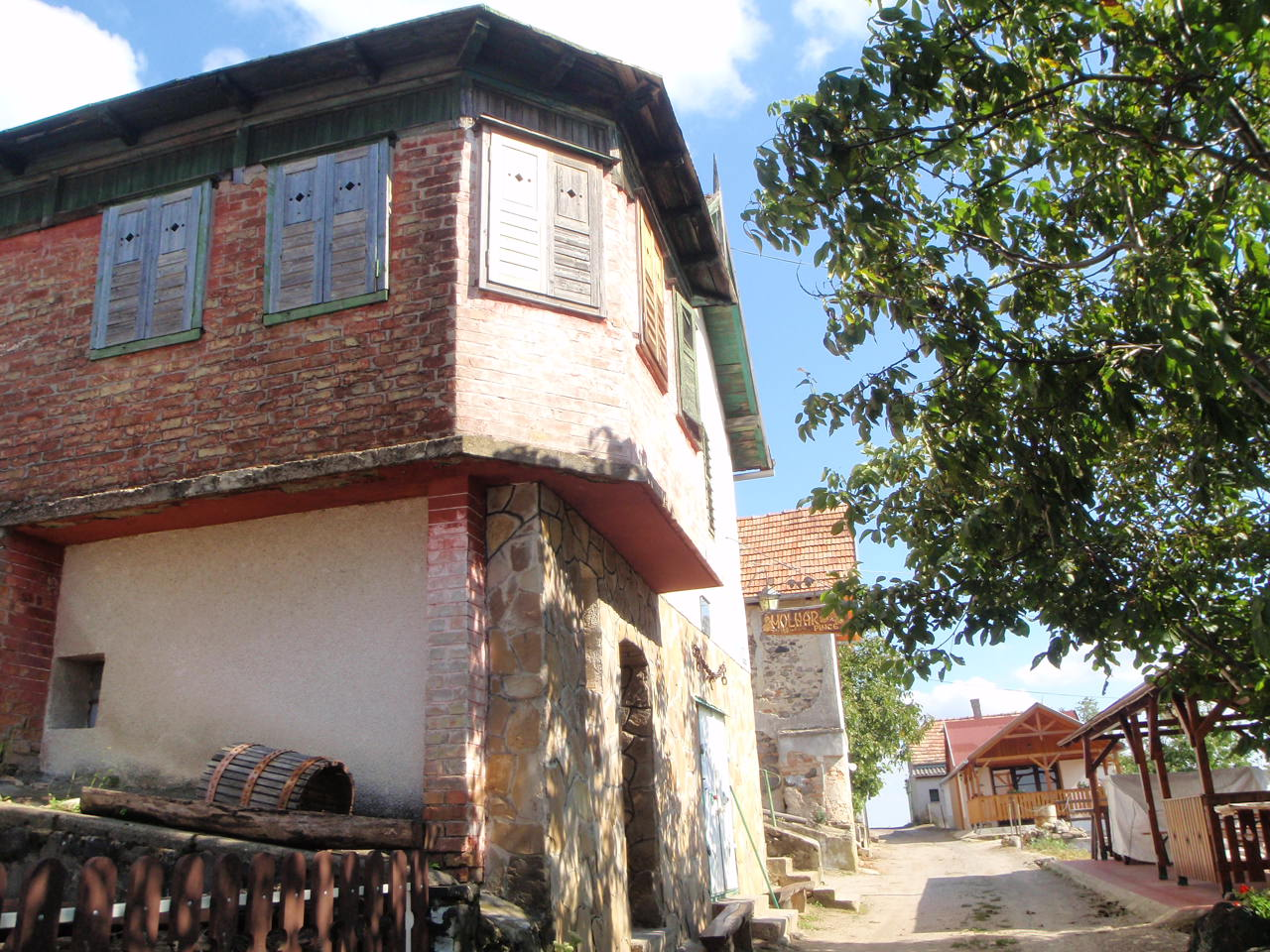
Pincesor a Szent Ilona-kápolna alatt
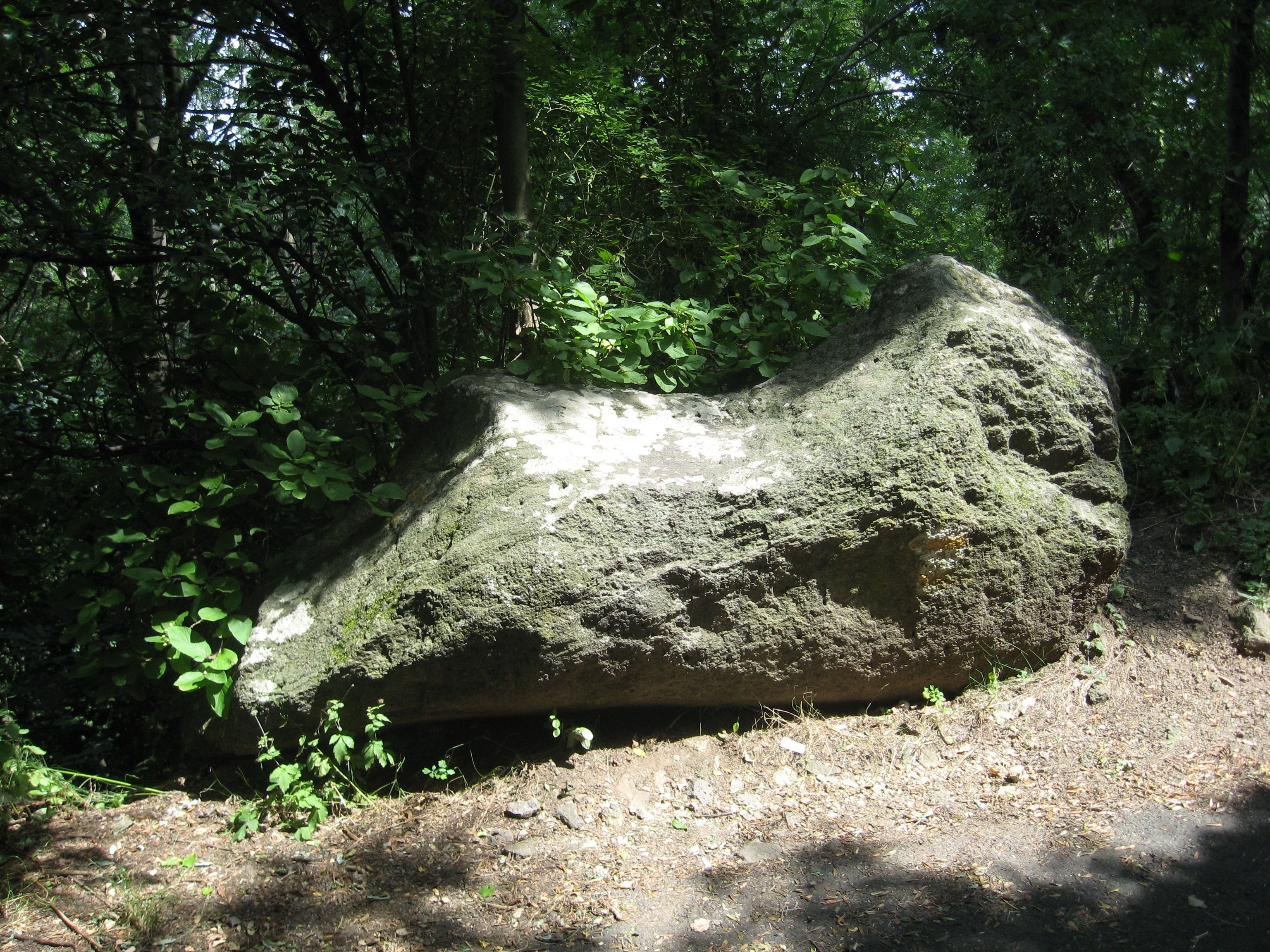
A Kinizsi-szikla
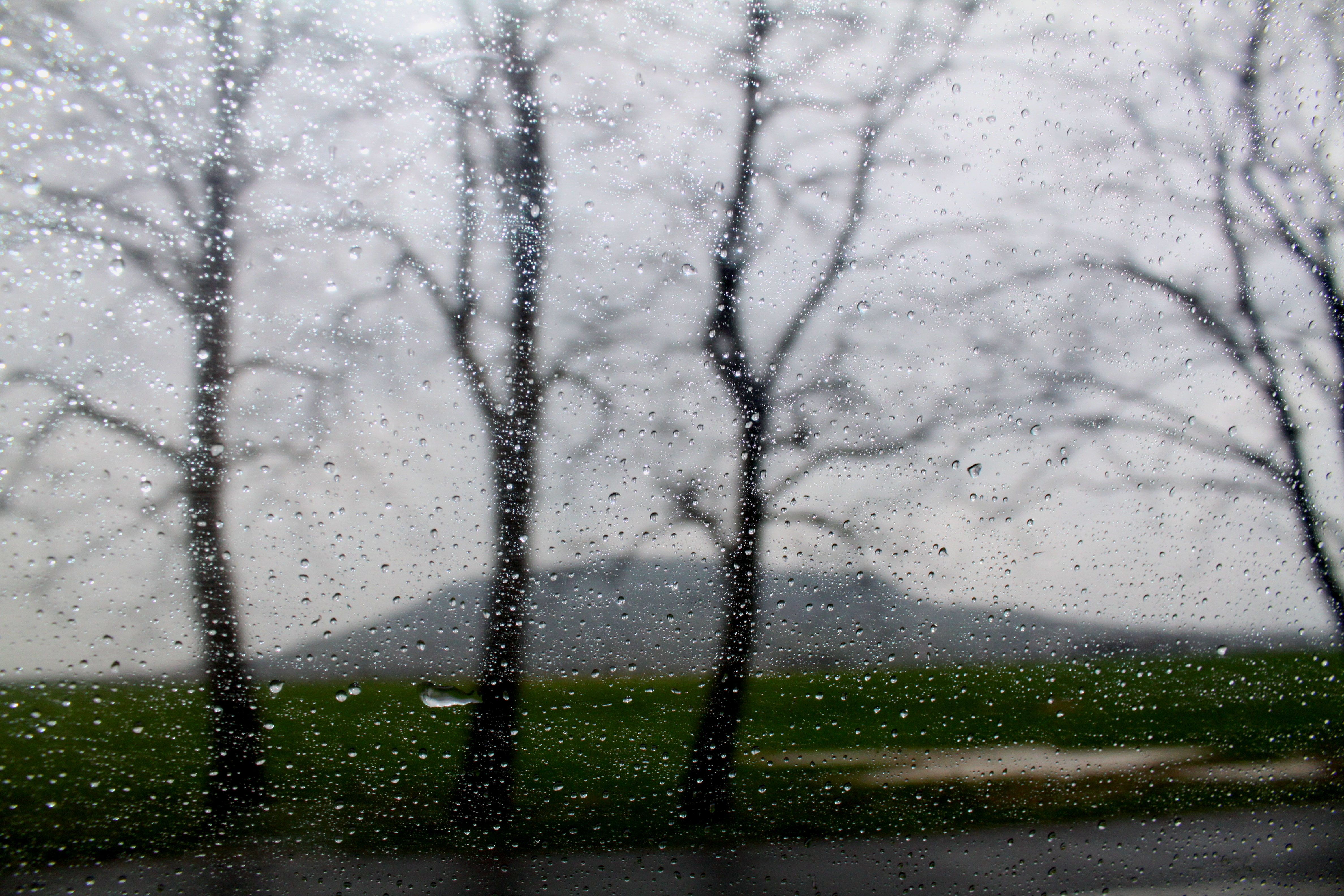
A hegy tavasszal, 2009
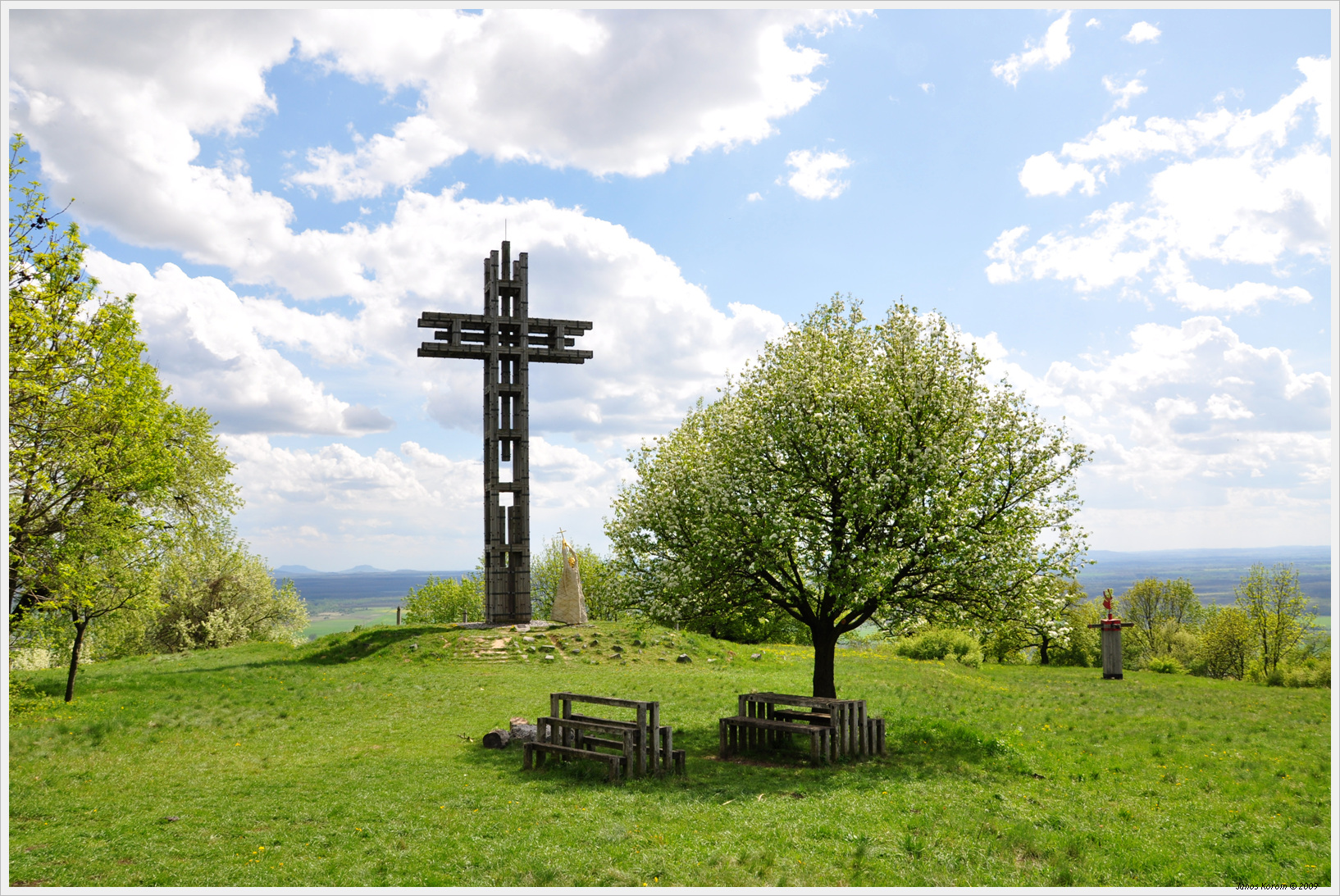
Szent István-emlékmű
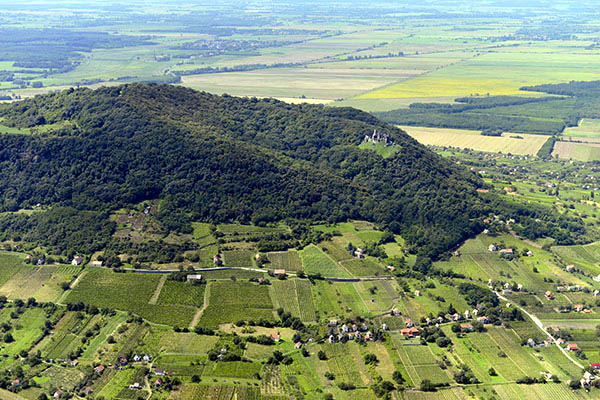
Légi fotó
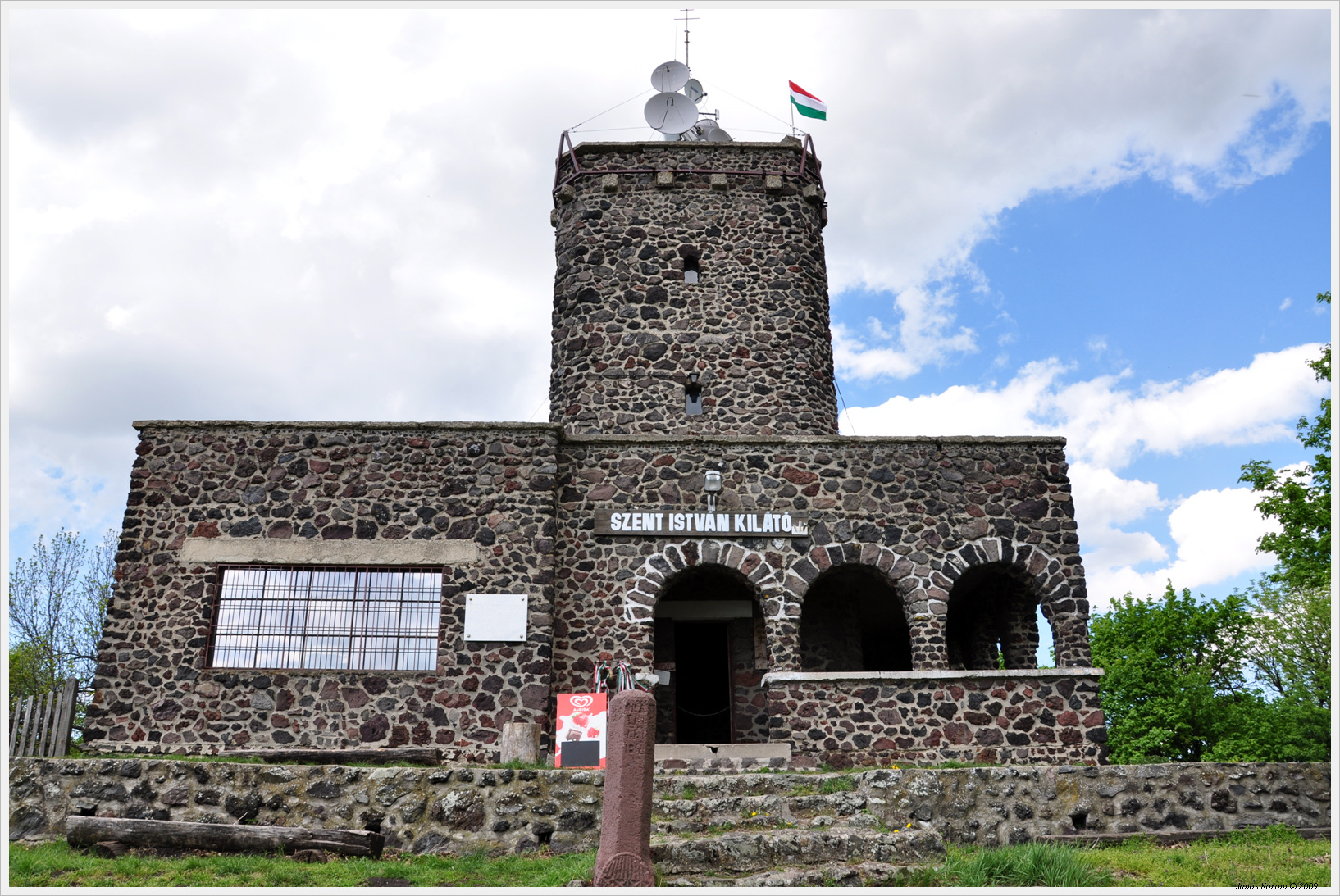
A Szent István-kilátó a somlói vártól 3 kilométerre, a Somló-hegy legmagasabb pontján
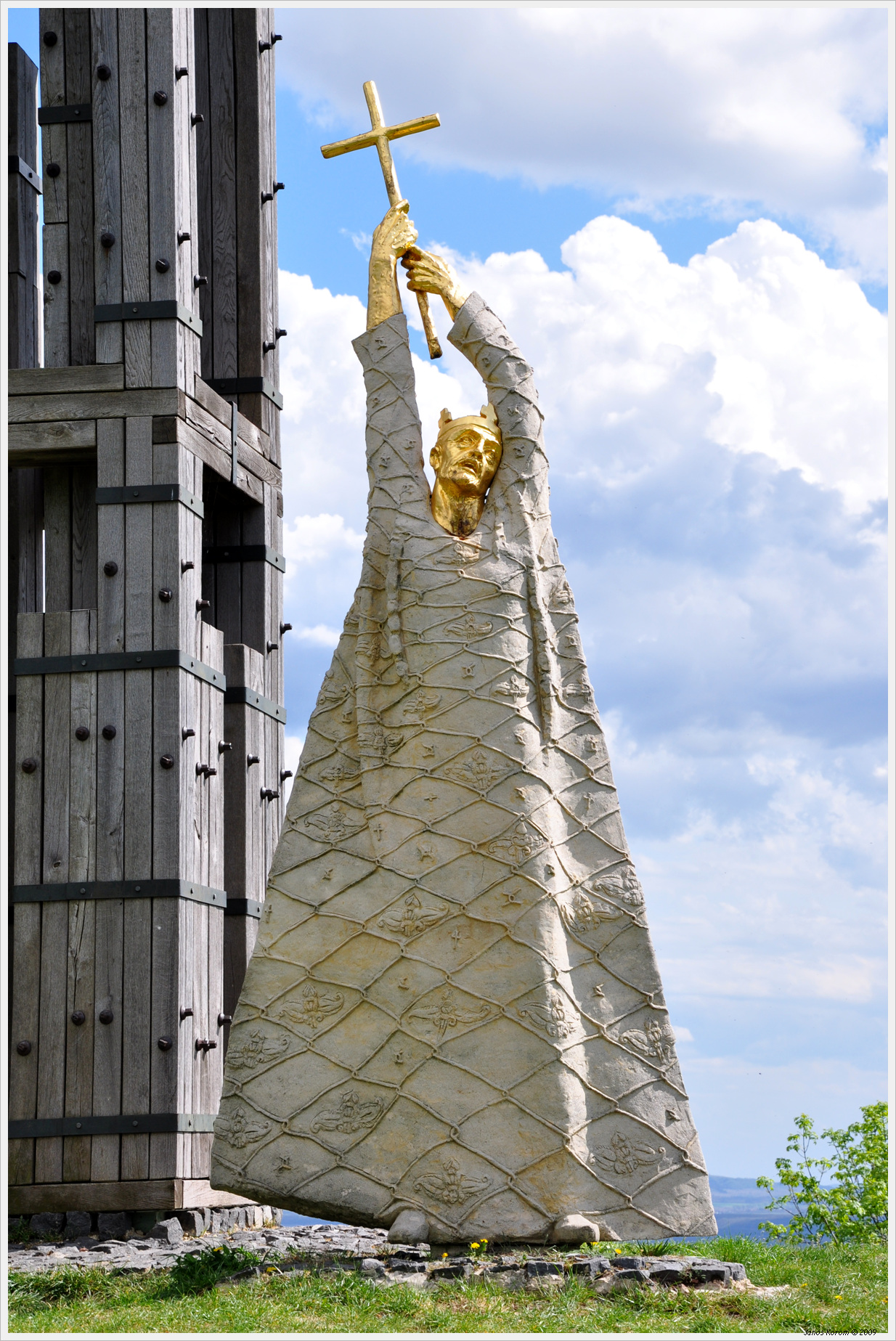
Szent István-szobor, a Szent István-kilátó előtti lankás réten